# Nanaiski rajon
Der Nanaiski rajon (russisch Нана́йский райо́н; nanaiisch: Нанайскай райони, Нани райони, Хэдзени боа) ist ein Rajon der Region Chabarowsk im Fernen Osten Russlands zu beiden Seiten des Flusses Amur und an der westlichen Flanke des Sichote-Alin-Gebirges mit 71.491. Verwaltungszentrum ist das Dorf (selo) Troizkoje, das rund 150 km nordöstlich der Regionshauptstadt Chabarowsk liegt.
Der am 21. Juni 1934 gegründete Rajon ist das Siedlungsgebiet der Nanaier, die namensgebend sind und knapp 25 % der Einwohner stellen.
Der Rajon umfasst 14 Landgemeinden (selskoje posselenije) mit insgesamt 20 Ortschaften. Die größten neben dem Rajonzentrum Troizkoje mit etwa 5000 Einwohnern sind die Dörfer Dubowy Mys, Innokentjewka, Lidoga und Majak sowie die Siedlung Dschonka mit jeweils über 1000 Einwohnern (2010). Die Ortschaften liegen vorwiegend im Tal des Amur rechts des Flusses, während das linke Ufer und die Bergregionen faktisch unbesiedelt sind.
Durch den Rajon verläuft die Regionalstraße 8A-1 von Chabarowsk nach Wanino mit einer Zweigstrecke nach Komsomolsk am Amur, die im Dorf Lidoga abzweigt.